# La Bastide Saint-Louis

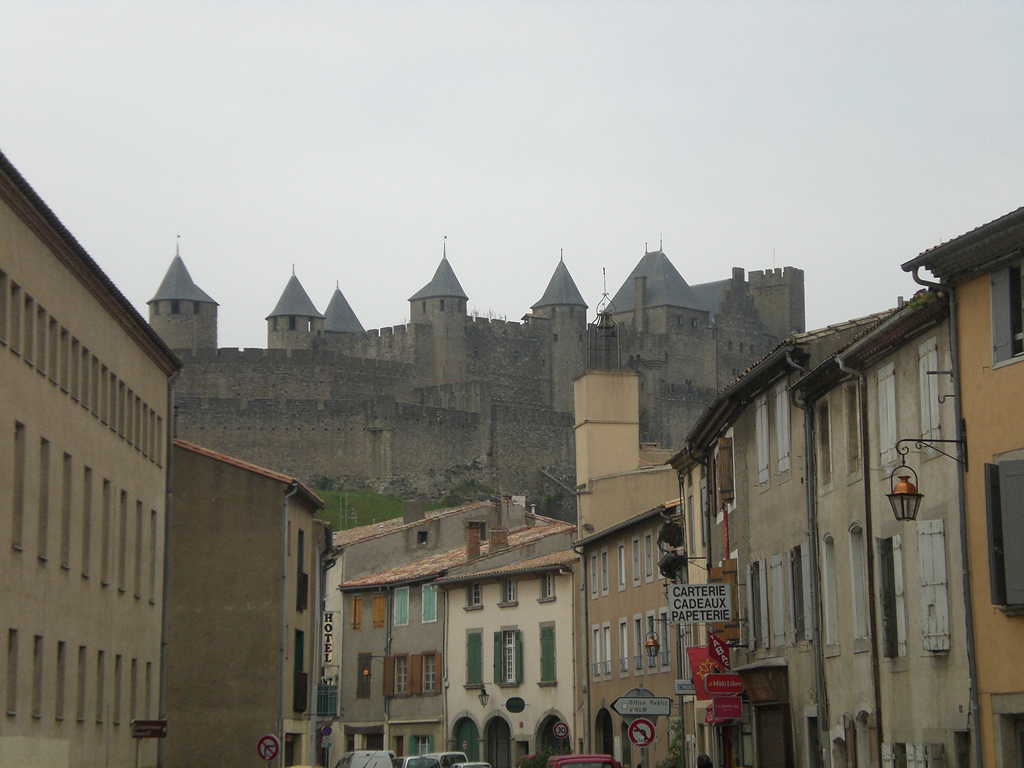
Pohled na La Cité (Carcassonne) z La Bastide de Saint Louis

La Bastide Saint-Louis, někdy také označovaná jako Ville basse (Dolní město), je větší, středověká část města Carcassonne, která vznikla na levém břehu řeky Aude jako doplněk ke starší, opevněné části města zvané La Cité. 

## Bastidy
„Bastidy“ byla účelově budovaná města ve 13. a 14. století v jižní Francii, která měla nahradit města zničená během válek proti Katarům, nebo vznikala jako nová osídlení podle potřeb místních vládců. Budovala se kolem centrálního tržního náměstí (na němž se konaly trhy obvykle jednou týdně, jak stanovovala městská zakládací listina) s pravoúhlou uliční sítí. Obyvatelé bastid získávali pozemek ve městě a políčko v okolí výměnou za poplatky. Bastidy se tak staly významnými obchodními centry. 
Opevněná bastidová města se pak ukázala jako velmi účinná při obraně obyvatel během stoleté války (1337–1453) mezi Anglií a Francií. 

## Popis

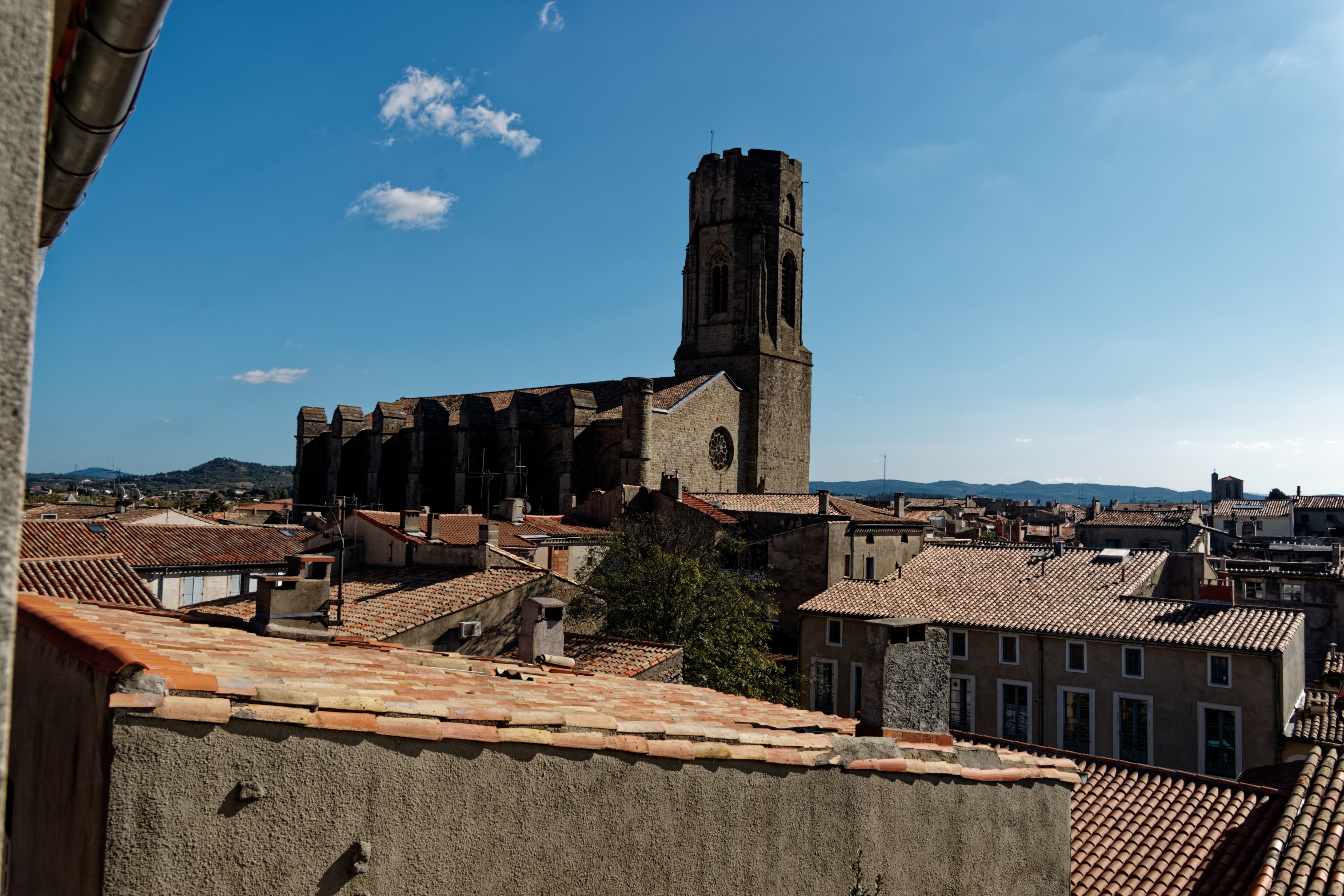
Carcassonne - kostel Saint-Vincent

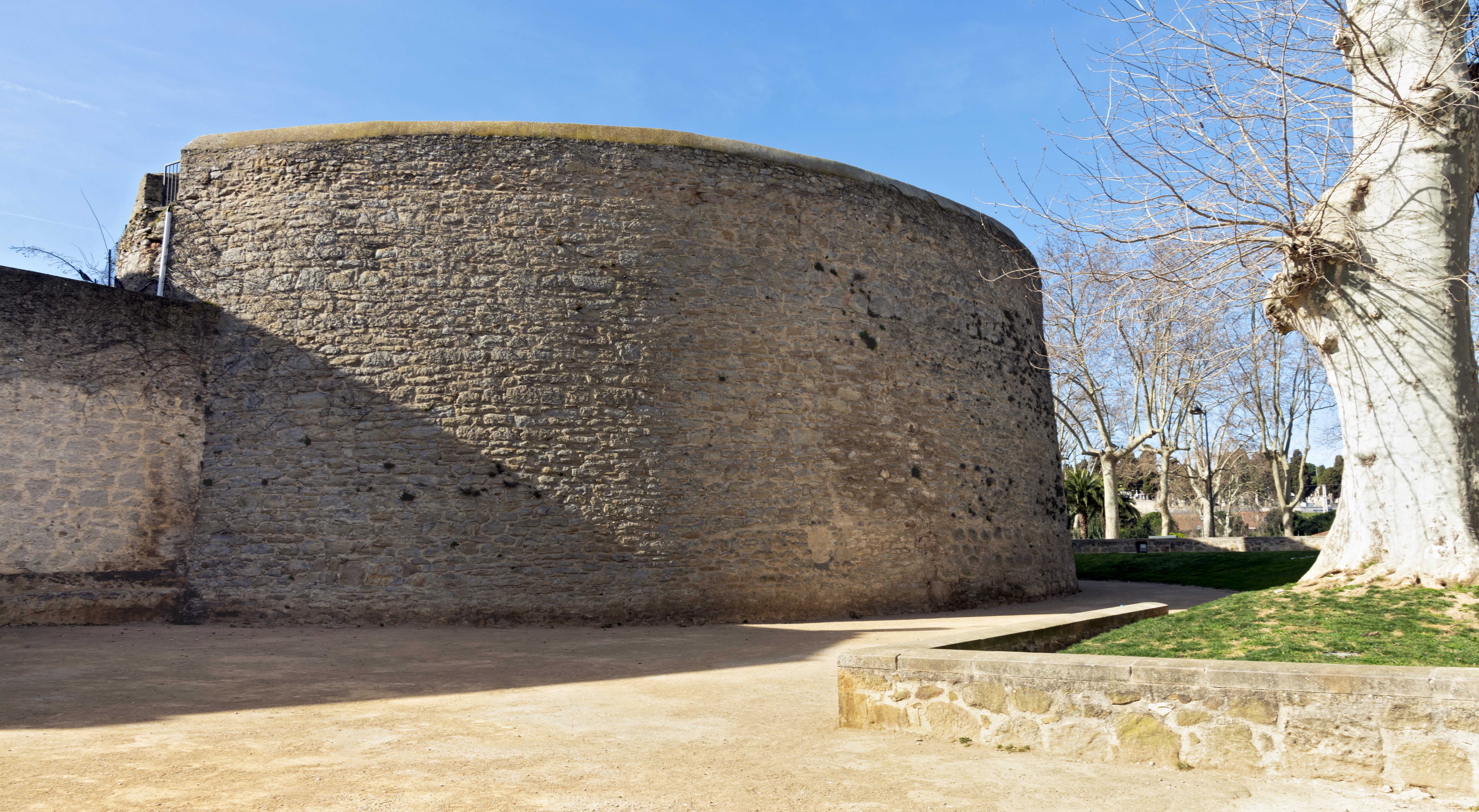
Opevnění Bastide Saint-Louis (bastion Saint-Martial)

Dispozice dnešní bastidy je výsledkem několika období přestaveb. Po požáru  v při napadení Černým princem v roce 1355, který trval 5 dní, se dochovaly pouze zdi kostelů. Bašty jsou patrné dodnes, ale jsou pozdější, z období kolem  roku 1547, kdy město získalo 10leté osvobození od daní za účelem opravy hradeb a opevnění.
Dva farní kostely, Saint Vincent a Saint Michel, jsou postaveny podél severojižní osy. Prvý z nich se začal stavět v roce 1269, na rozdíl od bočních kaplí byla jeho loď zaklenuta až v polovině 18. století. Jeho 54metrová věž, ve které je umístěna zvonice (přístupná veřejnosti), sloužila v dobách válek, zejména v 16. století, jako strážní věž.
Originalita bastidy spočívá v její kompozici, uspořádané do bloků, tj. 73 čtverců po 79 metrech na každé straně, s prostory pro parky a zahrady, náměstí, vnitřní dvorky, někdy s jezírkem.
La Bastide Saint-Louis představuje pozoruhodný příklad středověkého urbanismu a královské kolonizace v jihofrancouzském prostoru.

## Historie bastidy Saint–Louis
Město založil francouzský král Ludvík IX. (známý jako Svatý Ludvík), roku 1260, na základě královského nařízení z roku 1247 To umožňovalo výstavbu měst na levém břehu řeky Aude, v rámci snahy o konsolidaci královské moci na jihu Francie po potlačení katarského hnutí. Jméno Saint-Louis dostalo právě na počest zakladatele, Ludvíka IX.
Město La Bastide Saint-Louis bylo považováno za snadno bránitelné, i když zpočátku nebylo nutně opevněné; v případě Bastide Saint-Louis si však její obyvatelé včas uvědomili hrozbu a postavili opevnění po řádění Eduarda zvaného Černý princ, který zpustošil jih Francie ve jménu svého otce, krále Eduarda III. Zklamán z toho, že se mu nepodařilo dobýt pevnost Carcassonne, vypálil nové město – pouhé století poté, co se tam uchýlili obyvatelé prchající před křížovou výpravou proti Katarům. Po odchodu Černého prince pak obyvatelé Bastide Saint-Louis vybudovali opevnění.
Bastida Saint–Louis měla sloužit jako obchodní a řemeslnické centrum, které doplní spíše vojensky a církevně orientovanou La Cité. Umístění na rovině u řeky Aude mělo výhody pro obchod a řemesla – na rozdíl od vojensky orientované La Cité. Správně se jednalo o samostatnou jednotku s vlastními institucemi, včetně vlastní radnice a později i městských radních (tzv. capitouls). La Cité a Bastide si zachovávaly oddělenou správu a specifické funkce po staletí. Rivalita mezi nimi byla patrná nejen v oblasti správy, ale také v ekonomických i církevních strukturách. Každá část města měla například své vlastní kostely (bazilika Saint-Nazaire v La Cité a Katedrála svatého Michaela archanděla v Bastide). 
Teprve během Francouzské revoluce bylo v roce 1790 vydáno rozhodnutí o administrativním sjednocení obou částí pod jednu městskou samosprávu. Samotné sloučení proběhlo prakticky v průběhu následujícího roku 1791.